# Tenchu: Wrath of Heaven
Tenchu: Wrath of Heaven, pubblicato originariamente in Giappone come Tenchu 3 (天誅 参?, Tenchū San, lett. "Retribuzione divina 3"), è un videogioco per PlayStation 2 della serie Tenchu, il quinto per uscita ma ambientato cronologicamente un anno dopo le vicende del primo capitolo. Su Xbox è uscito con il nome Tenchu: Return from Darkness (in Giappone Tenchu 3 (天誅 参 〜回帰ノ章〜?, Tenchū San Kaikinoshō, lett. "Retribuzione divina 3: Capitolo della regressione")) e su PlayStation Portable come Tenchu 3 Portable (忍者活劇 天誅 参 Portable?, Ninja Katsugeki Tenchu San Portable, lett. "Dramma teatrale del ninja: Retribuzione divina 3 Portable").

## Trama
Dopo che Mei-Oh fu sconfitto nel primo capitolo, Rikimaru rimase intrappolato nelle macerie della fortezza dello stregone per sorreggere un masso gigante e fornire una via di fuga per Ayame e la principessa Kiku, prima che questo crollasse su di loro. Ayame pose successivamente la spada Rikimaru, "Izayoi" ( la si vede nella scena d'apertura all'inizio del gioco, avvolta dalla neve ) nel suolo come un monumento per il suo compagno ninja, ormai considerato morto. Tuttavia, un anno dopo, Rikimaru ricompare e si presenta al cospetto del nobile Gohda, e gli riferisce che aveva avuto un'esperienza di quasi-morte, e aggiungendo di essere un "ombra". A loro insaputa, il vero Rikimaru è intrappolato nella Tokyo del 20 ° secolo, in cerca di un modo per tornare alla sua epoca.
Nel frattempo, in seguito ad alcuni curiosi eventi, il Nobile Gohda commissiona ai due ninja di fare indagini al riguardo, che portano gradualmente alla scoperta dei piani di Tenrai, uno stregone che mira a conquistare le terre del feudatario.
La trama del gioco procede in modo diverso a seconda del personaggio scelto, ma si connette ad alcuni punti.

### Nel ruolo di Rikimaru
In seguito alla scoperta della sparizione di diverse ragazze da alcuni villaggi, Rikimaru viene inviato dal Nobile Gohda a mettersi sulle tracce di Echigoya, un mercante preceduto da una pessima fama in quanto sospettato di attività illecite. La pista si rivela giusta, e si scopre che dietro alle sparizioni delle ragazze c'è proprio Echigoya, che esercitando usura su alcuni villici, spesso incapaci di rendere i prestiti fatti dal mercante, questi prendeva come pegno le loro giovani figlie, per venderle come schiave.

## Personaggi

### Rikimaru
Sopravvissuto alla morte grazie a un misterioso incantesimo ninja, Rikimaru rimane temporaneamente intrappolato in un paradosso temporale e al suo ritorno si ritrova a fronteggiare nuovamente il redivivo Onikage, ora al servizio dello stregone Tenrai.

## Doppiaggio
| Personaggio       | Doppiatore giapponese | Doppiatore italiano |
| ----------------- | --------------------- | ------------------- |
| Rikimaru          | Tōru Ōkawa            | Claudio Moneta      |
| Ayame             | Yôko Soumi            | Emanuela Pacotto    |
| Tesshu Fujioka    | Katsuyuki Konishi     | Riccardo Lombardo   |
| Tenrai            |                       | Riccardo Rovatti    |
| Tatsumaru         | Kenji Hamada          | Patrizio Prata      |
| Kagura            | Kikuko Inoue          | Dania Cericola      |
| Ganda             | Daisuke Gōri          | Marco Balzarotti    |
| Onikage           | Hisao Egawa           | Luca Bottale        |
| Gohda Matsunoshin | Yōsuke Akimoto        | Leonardo Gajo       |
| Sekiya Naotada    | Kôichi Kitamura       | Riccardo Rovatti    |
| Kimaira           | Mitsuo Iwata          | Patrizio Prata      |
| Ressai            |                       | Leonardo Gajo       |
| Zennosuke Otou    |                       | Riccardo Rovatti    |
| Jinnai            | Jūrōta Kosugi         | Pietro Ubaldi       |
| Ukyo              | Jūrōta Kosugi         | Leonardo Gajo       |
| Tokubei Echigo-ya |                       | Luca Sandri         |
| Nasu              |                       | Pietro Ubaldi       |
| Taijima Egoro     |                       | Luca Sandri         |
| Voce narrante     | Kiyoshi Kobayashi     | Marco Balzarotti    |

## Curiosità
Questo è l'ultimo gioco della serie ad essere, momentaneamente, doppiato in italiano.